# Фэрчайлд, Лидия
Лидия Фэрчайлд (англ. Lydia Fairchild) — американская женщина-химера, обладающая двумя разными геномами, присутствующими в её теле.

## Биография
Жительница США из штата Вашингтон — Лидия Фэрчайлд — после развода обратилась в государственные службы своего штата за социальным пособием. Для этого Лидии и её мужу — Джейми Таунсенду — пришлось подтверждать материнство и отцовство анализом ДНК, который, к удивлению, показал, что Лидия не является матерью их троих общих детей. Штат подал иск о мошенничестве, но Лидию оправдали, так как её адвокат Алан Тинделл предоставил суду статью из «Медицинского журнала Новой Англии», где рассказывалось о 52-летней бостонской учительнице Карен Киган (по другим данным — Кинер), которой в 1998 году требовалась трансплантация почки. Трое её сыновей согласились быть донорами, однако при генетическом анализе оказалось, что двое из них не являются родными. Проведённые в связи с этим случаем исследования показали, что Карен Киган оказалась генетической химерой — то есть в её организме изначально присутствовали ткани с разными геномами. На основании этого были проведены расширенные анализы ДНК с родственниками Лидии.
Но в случае с Лидией Фэрчайлд всё оказалось сложнее — ДНК её детей доказывала лишь родство с их бабушкой, матерью Лидии. Разобраться следствию удалось лишь благодаря серии анализов тканей разных частей тела. Оказалось, что кожа и волосы Лидии содержат один геном, а шейка матки — другой, соответствующий материнскому геному её детей. Химеризм такого типа — «тетрагаметный химеризм» — формируется на ранней стадии беременности, при оплодотворении двух яйцеклеток двумя сперматозоидами и формировании одного организма из двух зигот. Лидия Фэрчайлд была оправдана, а этому случаю в 2006 году на американском телевидении посвятили передачу.